# Friedrich d’or

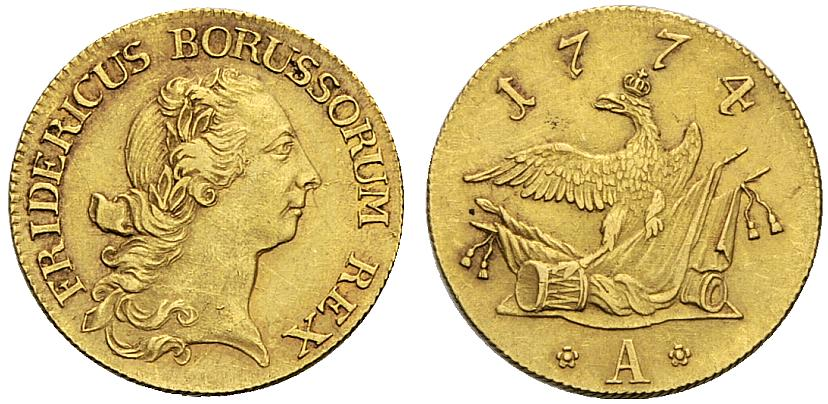
Friedrich d’or, 1774

Friedrich d’or, Friedrichsdor („złoty fryderyk”) – złota moneta bita przez Królestwo Prus w latach 1741-1855. Złoty fryderyk był odpowiednikiem dawnego hiszpańskiego pistola z XVII wieku. Nazwa pochodzi od tego, że monetę kazał bić Fryderyk Wielki.
Jeden osiemnastowieczny Friedrichsdor równał się 5 talarom.
- kurs z ok. 1790 wynosił 1 Friedrichsdor = 1 karolin = 11 florenów austriackich.

- W 1747 wybito serie podwójnych fryderyków, a w 1749 pół-fryderyków (odpowiednio dwa razy więcej i mniej wartych od zwykłego fryderyka).

## Życiorys
- Fred Reinfeld: Münzkatalog der bekanntesten Münzen von der Antike bis zur Gegenwart. München: Ernst Battenberg Verlag, 1965, s. 60–91.